# Коровница (Великолукский район)
Коровница — деревня в Великолукском районе Псковской области России. Входит в состав сельского поселения «Купуйская волость».
Расположена в центре района, в 2 км к северо-западу от озера Псово, в 10 км к юго-востоку от волостного центра Купуй и в 24 км к югу от райцентра Великие Луки.

## Население
Численность населения по оценке на 2000 год составляла 5 жителей, на 2010 год — 6 жителей.